# Le Thé dans le jardin
Le Thé dans le jardin est un tableau réalisé par le peintre français Henri Matisse en 1919 à Issy-les-Moulineaux, en région parisienne. Cette huile sur toile est une scène de genre qui représente deux femmes assises sous des arbres autour d'un thé, un chien à leurs pieds. Léguée par David L. Loew en mémoire de son père Marcus Loew, l'œuvre est conservée au musée d'Art du comté de Los Angeles, à Los Angeles, aux États-Unis.
Le jardin est un thème important dans l'œuvre de Matisse.